# Standardizované veřejné služby
Pojem „standardizované veřejné služby“ uvádí zákon č. 122/2000 Sb. (ve smyslu pozdějších změn 186/2004, 483/2004 a 203/2006). Standardizované veřejné služby jsou takové veřejné služby (ve smyslu zákona), při jejichž poskytování musí subjekty udržovat standardy místní, časové, ekonomické a fyzické dostupnosti.
Spočívají ve zpřístupňování a využívání sbírek nebo jednotlivých sbírkových předmětů a poznatků o přírodě a historii z nich získaných. Tyto služby slouží k uspokojování kulturních, výchovných, vzdělávacích a informačních potřeb veřejnosti.

## Formy
Standardizované veřejné služby poskytují muzea a galerie formou muzejních výstav, muzejních programů, muzejních publikací a zprostředkováváním informací o přírodě nebo společnosti. Tyto formy však musí vždy vycházet ze sbírky, sbírkového předmětu nebo poznatků z nich získaných.

## Poskytovatelé
Mezi poskytovatele řadíme taková muzea, jejichž sbírky jsou zapsány v CES (Centrální evidence sbírek), a jejichž zřizovatelem je stát nebo samosprávný celek. Garanty poskytovaných služeb jsou zřizovatelé poskytovatelů (v ČR nejčastěji samosprávné celky – např. města, kraje; nebo MK ČR). Garant určuje obory a území působnosti zřizovatele, poskytování standardizovaných služeb ve smyslu tohoto zákona určuje jako hlavní činnost ve zřizovací listině a zajistí poskytovateli odpovídající podmínky.

## Standardy
- standardem územní dostupnosti je síť poskytovatelů
- standardem časové dostupnosti je zpřístupnění sbírky prostřednictvím muzejních výstav se stanovenou otevírací dobou v každém kalendářním roce, každoroční pořádání muzejních programů, každoroční zpracování výroční zprávy a její zveřejnění, každoroční zpracování zpráv nebo informací o muzejních programech nebo publikacích nebo výzkumu prostředí, z něhož jsou sbírkové předměty získávány, průběžné poskytování informací o sbírce a činnosti muzea, 	zpracování odborných posudků, expertíz, stanovisek a pojednání v oborech své působnosti s využitím sbírky, kterou poskytovatel spravuje
- standardem ekonomické dostupnosti je poskytování zlevněného, skupinové nebo volného vstupného pro děti do 6 let, žáky základních škol, studenty středních a vysokých škol, seniory, pro skupiny žáků a studentů (čítající alespoň 5 osob včetně pedagogického doprovodu) a pro osoby se zdravotním postižením a jejich skupiny
- standardem fyzické dostupnosti odstraňování architektonických a jiných bariér znemožňujících osobám s omezenou schopností pohybu a orientace užívání standardizovaných veřejných služeb (pokud to dovolí architektonická podstata nemovitosti nebo to není z jiného důvodu vyloučeno)

## Omezení poskytování standardizovaných veřejných služeb
Omezení služeb je možné pouze dočasné po povolení zřizovatele v případech rekonstrukce, instalace nové expozice, nezbytné práce pro záchranu sbírky (např. konzervace), stěhování nebo živelních událostí.